# Castilla (L-52)
El Castilla (L-52), es un buque de asalto anfibio tipo LPD (Landing Platform Dock), de la clase Galicia perteneciente a la Armada Española, en la que sustituyó al transporte de ataque  Aragón (L-22), convirtiéndose en el duodécimo buque en portar el citado nombre.  Dispone de la capacidad de funcionar como plataforma de mando.

## Diseño

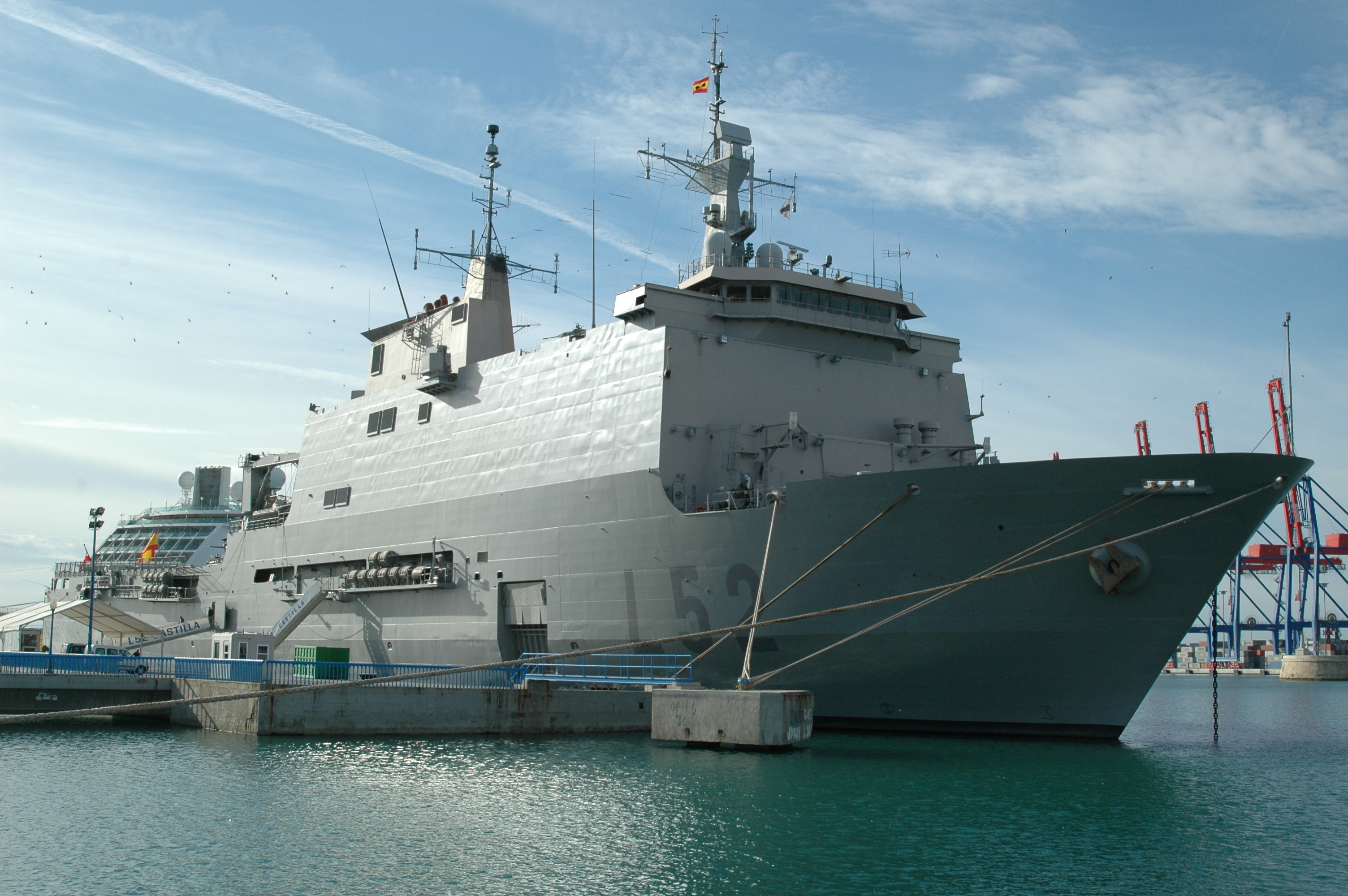
El Castilla atracado en el puerto de Málaga en el año 2009.

Los buques de la clase Galicia son un proyecto conjunto entre los astilleros españoles Izar, actualmente Navantia, y de los Países Bajos, Damen Schelde Naval Shipbuilding B.V.  para equipar a ambas marinas de los respectivos Rotterdam (L800) y Galicia en 1997 y 1998.
Aunque diseñados de forma conjunta estos buques tienen grandes diferencias entre ellos, principalmente en el armamento, electrónica y sistema de propulsión, montando el buque español dos plantas propulsoras, cada una con dos motores diésel Caterpillar-BAZAN Bravo con un total de 22 000 CV acoplados a un engranaje reductor que mueve una línea de ejes con dos hélices de paso variable de cinco palas y cuatro metros de diámetro. Fueron diseñados para transportar un batallón de infantería de 400 soldados con todos sus pertrechos. Además cuentan con botiquín, quirófano y laboratorio, así como arsenal para munición naval de todo tipo, incluido espacio para treinta torpedos. Asimismo pueden transportar 33 carros de combate o 170 vehículos blindados para personal o seis lanchas de desembarco ligeras o cuatro pesadas de tipo LCM-1E.
El Castilla es, además, un buque de mando y control que alberga el cuartel general de Alta Disponibilidad, por lo cual, pierde 200 plazas para infantes de marina con respecto al Galicia. El Castilla, actúa además como buque de mando alternativo del cuartel general del mando componente naval en operaciones marítimas de la OTAN, y sirve como plataforma de mando del cuartel general marítimo de alta disponibilidad español de la OTAN.

## Historial

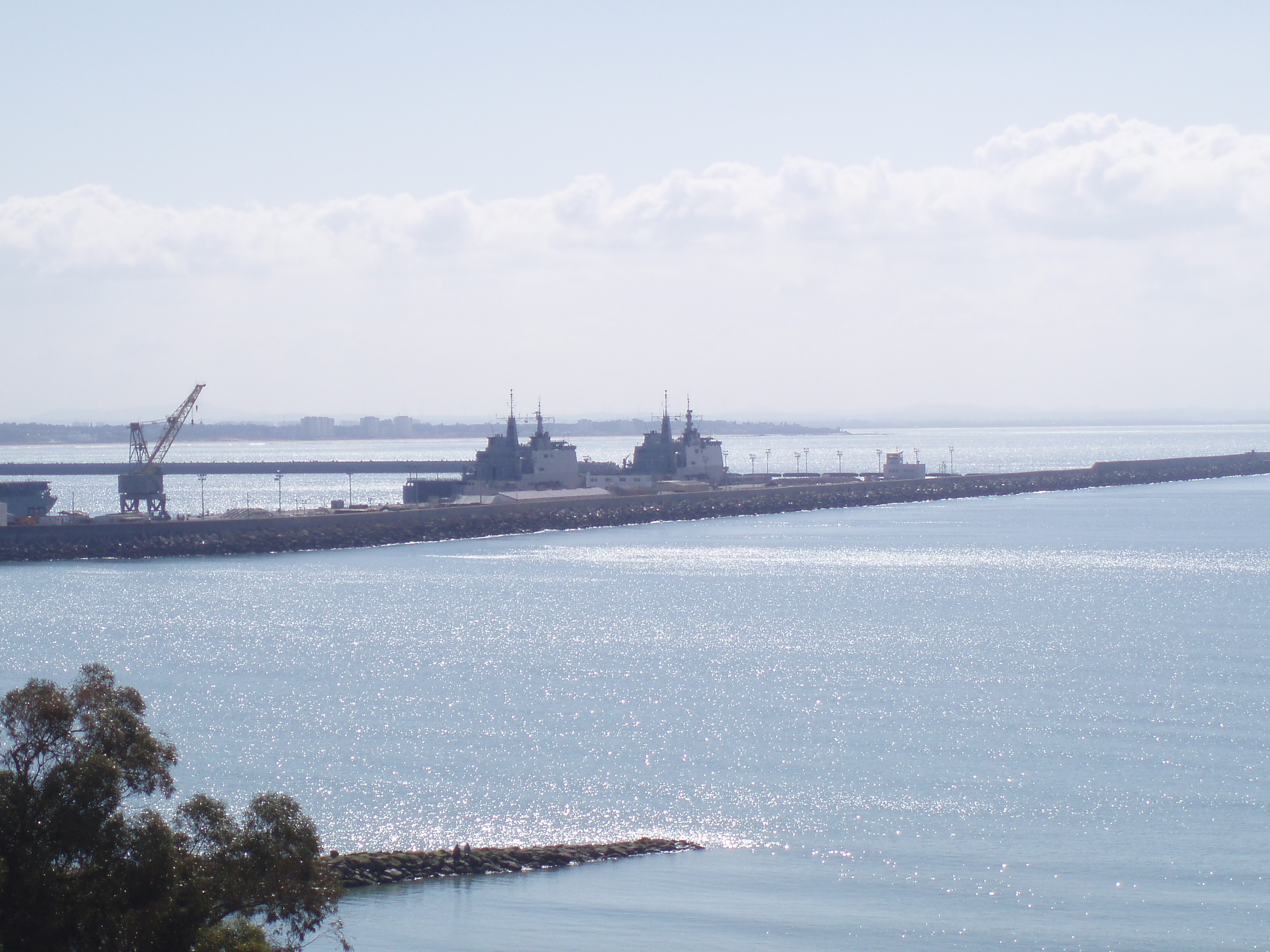
El Galicia (L-51) y el Castilla (L-52) en su amarre habitual, el muelle número 1 de la Base Aeronaval de Rota, año 2008.

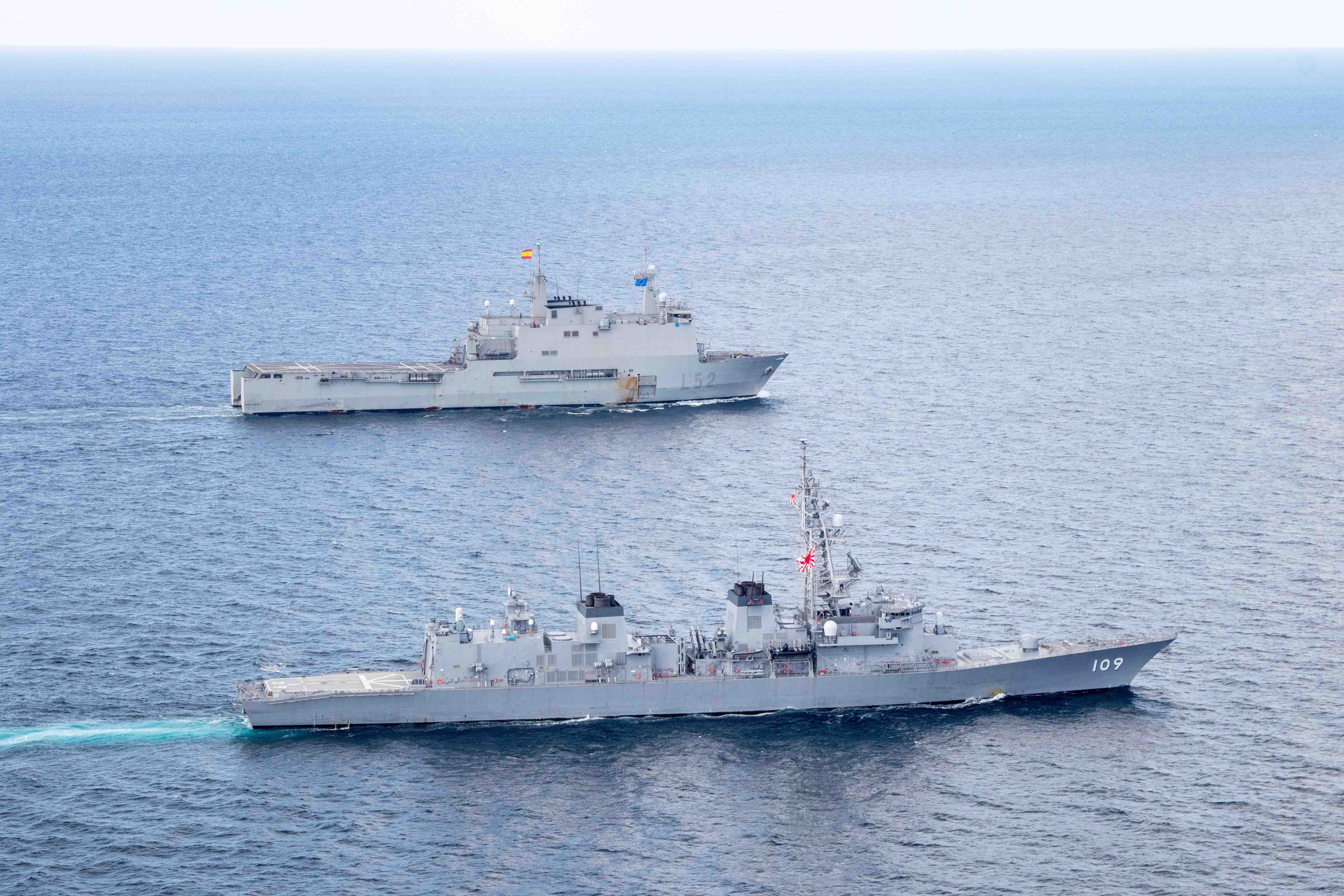
El Castilla navegando junto al destructor japonés JS Ariake (DD-109) en el año 2021.

Poco después de su alta en la Armada, rindió homenaje en aguas de Estados Unidos a los caídos en las fragatas Juno y la Galga, que se hundieron en aguas de Florida en 1750 y 1802 respectivamente.
El Castilla (L-52) sirvió como buque de mando y control durante la Operación Romeo-Sierra en julio de 2002 y también como buque de mando en el Ejercicio Steadfast Jaguar-06 en Cabo Verde en julio de 2006.
Entre enero y febrero de 2003, participó en las tareas de limpieza de la contaminación causada por el hundimiento del Prestige. El 5 de marzo de 2003, se vio obligado a entrar en dique seco por una avería sufrida, probablemente al quedar asentada una de sus lanchas de desembarco sobre el fondo justo sobre su hélice de babor mientras se encontraba en Santander.
En julio de 2003, transportó el material de la brigada Plus Ultra desde Almería hasta Irak.
En octubre de 2004, trasladó a Haití un contingente de las tropas españolas integradas en la misión MINUSTAH de la ONU para la estabilización del país tras la salida en marzo de Jean Bertrand Aristide, igualmente, entre octubre y diciembre de 2004, participó en la misión de ayuda humanitaria a Haití en el marco de la operación Mar Caribe tras el paso del huracán Jeane. Así mismo, tras el terremoto de Haití de enero de 2010, zarpó de la Base Naval de Rota el 22 de enero con rumbo a aquellas aguas para prestar ayuda humanitaria a la zona, arribando a Petit Goave el 4 de febrero, donde además de las tareas de desescombro y atención médica, el 8 del mismo mes terminaron de instalar una potabilizadora de agua. En el transcurso de la operación, el 18 de febrero de 2010, nació a bordo del buque una niña, cosa que no sucedía en un buque de la Armada desde 1802 a bordo del navío Reina María Luisa
El 16 de abril de 2010, uno de los Agusta-Bell AB-212 de la dotación del Castilla, se estrelló en la ladera de un monte de Fond Verrettes, en el sureste de Haití, cuando regresaba desde República Dominicana, donde había recogido un envío logístico procedente de España, falleciendo en el acto sus cuatro tripulantes
Tras tres meses de permanencia en Haití, emprendió viaje de regreso con destino a Rota el 4 de mayo de 2010. Durante su viaje de regreso, el día 15 de mayo de 2010, rescató a un tripulante del yate con bandera de las Islas Caimán Sagamar, que fue intervenido quirurgicamente en las instalaciones del Castilla. Ante la buena evolución del paciente, fue transferido a la corbeta portuguesa NRP Joao Coutinho (F-475), tras lo cual, continuó su travesía con destino a Rota.
En febrero de 2011, participó en los ejercicios ADELFIBEX 01/11 en aguas de la Bahía de Cádiz junto al Juan Carlos I, al Pizarro y 6 embarcaciones LCM-1E del grupo naval de playa, así como unidades de la Brigada de Infantería de Marina. El 9 de julio de 2011, embarcaron en el Castilla en el puerto de Pasajes los integrantes de la Ruta Quetzal, encabezados por Miguel de la Quadra-Salcedo, realizando una travesía por loa zona norte y oeste de la península ibérica, finalizando la travesía en Lisboa el 17 de julio.
El 2 de agosto de 2012, zarpó desde su base de Rota para incorporarse por primera vez a la operación Atalanta de lucha contra la piratería en aguas de Somalia, retornando a su base el 21 de diciembre.
A mediados de octubre de 2014 participó en aguas de Cartagena el ejercicio de la OTAN Noble Mariner-14 junto a otros 24 buques de superficie, 6 submarinos de 16 países.
En octubre de 2015 participó en los ejercicios multinacionales Trident Juncture 2015, que tuvieron lugar en España, Italia y Portugal.
El 30 de enero de 2021 zarpó desde la base naval de Rota para incorporarse a la operación Atalanta de lucha contra la piratería en aguas del Índico. Durante su tránsito por aguas egipcias, se ejercitó con dos buques del país norteafricano. En abril de 2021 hubo de abandonar la operación Atalanta e iniciar su regreso a España ante la avería de uno de sus ejes cuya reparación hacía necesaria la entrada del buque en dique seco, arribando a su base en Rota el 7 de mayo de 2021 y quedando su entrada en dique que prevista para el 14 de mayo en Cádiz, aprovechando dicha varada para realizar las tareas de mantenimiento que estaban previstas para el primer semestre de 2022.